# Brant Daugherty
Brant David Daugherty (Mason, 20 agosto 1985) è un attore statunitense, noto per il ruolo di Noel Kahn nella serie televisiva statunitense Pretty Little Liars.

## Biografia
Brant è nato e cresciuto a Mason nell'Ohio. Nel 2004 si diplomò alla William Mason High School. Nel 2008 si trasferì a Los Angeles dopo essersi laureato presso il Columbia College di Chicago. Ha iniziato a lavorare nel mondo della recitazione all'età di 17 anni.
Nel 2012 ha ottenuto il ruolo di Brian nella soap opera Il tempo della nostra vita. Nel 2013 ottiene il ruolo di Patrick Clarke nella settima stagione di Army Wives. Ha anche un ruolo accreditato nel film comico Angry Games - La ragazza con l'uccello di fuoco in uscita nell'autunno del 2013. Ha ottenuto anche ruoli minori in altre serie televisive, tra cui Pretty Little Liars. È stato inoltre un concorrente della 17ª stagione di Dancing with the Stars. Nel 2018 interpretò il ruolo di Luke Sawyer nella pellicola Cinquanta sfumature di rosso.

## Vita privata
Il 15 giugno 2019 si è sposato con Kimberly Daugherty.

## Filmografia

### Cinema
- Angry Games - La ragazza con l'uccello di fuoco (The Starving Games), regia di Jason Friedberg e Aaron Seltzer (2013)
- Biglietto d'addio (The Suicide Note), regia di Jake Helgren (2016)
- Fidanzati per sbaglio (Accidentally Engaged), regia di Letia Clouston  (2016)
- Oranges, regia di Elen Santana (2016)
- Cinquanta sfumature di rosso (Fifty Shades Freed), regia di James Foley (2018)
- Tango d'amore (Another Tango), regia di Sean Michael Beyer (2018)
- Perduti nel tempo (Timeless Love), regia di Brian Brough (2019)

### Televisione
- Private – serie TV, 8 episodi
- Super Sportlets – serie TV, 27 episodi (2011)
- Pretty Dirty Secrets – webserie, episodio 1x04 (2012)
- Il tempo della nostra vita (Days of Our Lives) – serial TV, 14 episodi (2012-2013)
- Army Wives - Conflitti del cuore (Army Wives) – serie TV, 9 episodi (2013)
- Anger Management – serie TV, episodio 2x74 (2014)
- Cercasi Michael disperatamente (The Michaels), regia di Bradford May – film TV (2014)
- Ungodly Acts, regia di Carl Bessai – film TV (2015)
- Merry Kissmas, regia di Michael Feifer – film TV (2015)
- Pretty Little Liars – serie TV, 27 episodi (2010-2016)
- Relationship Status – serie TV, episodi 1x01-1x02-1x11 (2016)
- Dear White People – serie TV, episodi 1x03-1x04 (2017)
- Relationship Status - serie TV, 6 episodi (2016-2017)
- Freakish - serie TV, 8 episodi (2017)
- (App)untamento per Natale (Mingle All the Way), regia di Allan Harmon - film TV (2018)
- Come in un film di Natale (A Christmas Movie Christmas), regia di Brian Herzlinger - film TV (2019)
- Solo per l'estate (Just for the Summer), regia David I. Strasser - film TV (2020)
- Il dolce profumo dell'amore (The Baker's Son), regia di Mark Jean - film TV (2021)
- Un'escursione d'amore (The Nature of Romance), regia Christine Conradt - film TV (2021)
- A Royal Runaway Romance, regia David Weaver - film TV (2022)
- Xmas, regia di Heather Hawthorn-Doyle - film TV (2022)

## Programmi televisivi
- Dancing with the Stars – programma TV, concorrente (2013)

## Doppiatori italiani
Nelle versioni in italiano delle opere in cui ha recitato, Brian Daugherty è stato doppiato da:
- Davide Albano ne Il dolce profumo dell'amore, Natale a regola d'arte
- Francesco Venditti in Army Wives - Conflitti del cuore
- Daniele Giuliani in Pretty Little Liars
- Andrea Mete in Angry Games - La ragazza con l'uccello di fuoco
- Gianluca Cortesi in (App)unatmento per Natale
- Andrea Lopez in Solo per l'estate
- Federico Di Pofi in Perduti nel tempo
- Sacha Pilara in Tango d'amore